# Instinto Coletivo
Instinto Coletivo är det fjärde albumet av brasilianska bandet O Rappa. Producerad av Tom Capone och O Rappa, utom spåret "Ingen förord till Amerika" också produceras av Sepultura och "Instinto Coletivo" mix av Asian Dub Foundation.

## Låtlista

### Skiva 1
1. Intro
2. Tumulto
3. Se Não Avisar o Bicho Pega
4. Miséria S/A
5. Todo Camburão Tem um Pouco de Navio Negreiro
6. O Homem Amarelo
7. Minha Alma (A Paz Que Eu Não Quero)
8. Cristo e Oxalá
9. Hey Joe
10. Nó de Fumaça
11. Homem Bomba
12. Me Deixa
13. Vapor Barato

### Skiva 2
1. Lado B Lado A
2. A Feira
3. Ilê Aiyê
4. Ninguém Regula a América
5. Milagre
6. Instinto Coletivo
7. Fica Doido Varrido
8. R.A.M.